# Oswaldino Marques
Oswaldino Ribeiro Marques (17 de outubro de 1916, São Luís do Maranhão, Maranhão—13 de maio de 2003, Brasília), foi um poeta, ensaísta e tradutor brasileiro.

## História
Em sua terra natal, Oswaldino Marques escreveu seu primeiro artigo para a imprensa (sobre futebol) e fundou o Cenáculo Graça Aranha, onde eram discutidas as idéias modernistas. Em 1936, mudou-se para o Distrito Federal.
Um dos fundadores da UNE, trabalhou como bibliotecário e tradutor, tendo sido um dos responsáveis pela divulgação da poesia moderna estadunidense no Brasil. Em 1965, mudou-se para Brasília onde assumiu a cátedra de Teoria da Literatura na Universidade de Brasília (UnB). Todavia, com o agravamento da ditadura militar no Brasil, pediu demissão do cargo. Durante um período de cinco anos, chegou a dar aulas em Madison, Wisconsin, EUA.
Reintegrado à UnB em 1991 pelo reitor Cristovam Buarque, Marques viveu os últimos anos praticamente isolado em seu apartamento em Brasília, onde dedicava seus dias à leitura e a audição de discos de música clássica. Em 1999, numa entrevista ao Correio Braziliense, afirmou que desconhecia "a Internet e essas coisas todas". Ateu, deixou registrado em cartório que não desejava qualquer tipo de cerimônia religiosa quando de seu sepultamento, o que foi seguido à risca por seus filhos..

## Obras
- Poemas Quase Dissolutos, 1946
- Cantos de Walt Whitman, 1946
- A Dançarina e o Horizonte, 1978